# Isabel Pagán
Isabel Pagán Navarro (Orihuela, Alicante, 24 de julio de 1986) es una ex gimnasta rítmica española que compitió en la modalidad de conjuntos, siendo olímpica en Atenas 2004 y Pekín 2008. Logró 2 medallas de plata en la Final de la Copa del Mundo de Benidorm (2008) y posee además 5 medallas en pruebas de la Copa del Mundo, entre otras preseas en diversas competiciones internacionales. También fue campeona de España júnior (2001), y en conjuntos, campeona de España infantil (1998) y júnior (2000) con el Club Atlético Montemar de Alicante. En la actualidad es secretaria técnica de la Real Federación Española de Gimnasia.

## Biografía deportiva

### Inicios
Comenzó en la gimnasia rítmica en 1993, con 7 años de edad, después de que su hermana mayor se lo recomendara. Empezó en el oriolano Gimnasio González, para pasar posteriormente a la Escuela Municipal de Gimnasia Rítmica de Orihuela, donde fue entrenada por Peligros Piñero. Finalmente ingresó en el prestigioso Club Atlético Montemar de Alicante, club del que han surgido otras gimnastas españolas importantes como Carolina Pascual (que fue su entrenadora), Marta Baldó o Estela Giménez. 
En 1998 fue subcampeona de España individual en categoría infantil y campeona de España de conjuntos en la misma categoría, y en 1999 fue medalla de bronce en el concurso general de la categoría júnior con el conjunto del Montemar en el Campeonato de España de Conjuntos en Valladolid (un conjunto entonces integrado también por otras tres futuras gimnastas de la selección como Marta Linares, Jennifer Colino y Laura Devesa, además de por Ana Marqueño). En 2000 fue campeona de España de conjuntos en categoría júnior en el Campeonato de España de Conjuntos en Málaga y en 2001, poco antes de ingresar en el conjunto nacional, fue campeona de España individual en categoría júnior.

### Etapa en la selección nacional

#### 2001 - 2004: ciclo olímpico de Atenas 2004
En septiembre de 2001 fue reclamada para formar parte de la selección nacional de gimnasia rítmica de España en la modalidad de conjuntos. Entrenó desde entonces una media de 8 horas diarias en el Centro de Alto Rendimiento de Madrid a las órdenes primero de Rosa Menor y Noelia Fernández, y desde 2004 de Anna Baranova y Sara Bayón. En julio de 2002 disputó el Campeonato del Mundo de Nueva Orleans, donde el conjunto acabó 9.º en el concurso general y 7.º en la final de 5 cintas. El conjunto para las competiciones estuvo integrado ese año por Isabel, Sonia Abejón, Belén Aguado, Blanca Castroviejo, Bárbara González Oteiza y Marta Linares.
Para febrero de 2003, el conjunto conquistó los 3 oros disputados en el Torneo Internacional de Madeira. En el Trofeo Sant Petersburg Pearls logró 3 bronces. Posteriormente, en el Triangular Internacional de Torrevieja obtiene la plata en el concurso general. En abril de 2003 el conjunto español compitió en el Campeonato de Europa de Riesa, en el que logró el 6.º puesto en el concurso general, el 7.º en 3 aros y 2 pelotas y el 8.º en 5 cintas. En septiembre disputó el Campeonato del Mundo de Budapest, logrando nuevamente el 6.º puesto en el concurso general, y obteniendo así el pase a los Juegos Olímpicos de Atenas 2004. También lograron el 7.º puesto en 3 aros y 2 pelotas, y el 6.º en 5 cintas. El conjunto estuvo integrado a principios de año por Isabel, Sonia Abejón, Blanca Castroviejo, Bárbara González Oteiza, Lara González y Nuria Velasco, aunque Blanca Castroviejo se retiró en mayo, volviendo a la titularidad Marta Linares.
En febrero de 2004, en el Torneo Internacional de Madeira, el conjunto obtuvo 3 medallas de plata. En el Preolímpico de Atenas, celebrado en marzo, logró la 6.ª plaza en el concurso general. En abril de 2004, el conjunto disputó el Volga Magical International Tournament de Nizhni Nóvgorod, una prueba de la Copa del Mundo de Gimnasia Rítmica, donde logró el 4.º puesto en el concurso general, el 5.º en 3 aros y 2 pelotas y el 4.º en 5 cintas. En mayo, en la prueba de la Copa del Mundo disputada en Duisburgo, obtuvo el 4.º puesto tanto en el concurso general como en las finales por aparatos, así como en el concurso general de la prueba celebrada en Varna en julio. En agosto tuvieron lugar los Juegos Olímpicos de Atenas, la primera participación olímpica de Isabel. El conjunto español obtuvo el pase a la final tras lograr la 8.ª plaza en la calificación. Finalmente, el 28 de agosto consiguió la 7.ª posición en la final, por lo que obtuvo el diploma olímpico. El conjunto para los Juegos estaba integrado por Isabel, Sonia Abejón, Bárbara González Oteiza, Marta Linares, Carolina Rodríguez y Nuria Velasco. Aunque formaban parte, como suoplentes, del equipo nacional aquel año, Lara González y Ana María Pelaz se quedaron fuera de la convocatoria para los Juegos, por lo que su papel se limitó a animar a sus compañeras desde la grada del pabellón ateniense.

#### 2005 - 2008: ciclo olímpico de Pekín 2008
Para 2005, la nueva seleccionadora nacional era Anna Baranova, siendo también desde entonces entrenadora del conjunto junto a Sara Bayón. En el Campeonato del Mundo de Bakú, el conjunto obtuvo el 7.º puesto en el concurso general y el 6.º en 3 aros y 4 mazas. El conjunto lo formaron ese año Isabel, Bárbara González Oteiza, Lara González, Marta Linares, Ana María Pelaz y Nuria Velasco.
A principios de marzo de 2006, el conjunto español obtiene 3 medallas de plata en el Torneo Internacional de Madeira. En septiembre, en la prueba de la Copa del Mundo celebrada en Portimão, el conjunto logra el bronce en 5 cintas y la plata en 3 aros y 4 mazas, además del 5.º puesto en el concurso general. Ese mismo mes, en el Campeonato de Europa de Moscú logró el 5.º puesto en el concurso general y el 5.º puesto en la final de 5 cintas. En noviembre el combinado español participó en la Final de la Copa del Mundo en Mie, donde obtuvo el 5.º puesto en 5 cintas y el 8.º en 3 aros y 4 mazas. El conjunto era prácticamente el mismo que el año anterior pero con Violeta González sustituyendo a Marta Linares. 
En abril de 2007, en la prueba de la Copa del Mundo disputada en Portimão, el conjunto consigue el 5.º puesto en el concurso general y el 6.º tanto en la final de 5 cuerdas como en la de 3 aros y 4 mazas. En mayo obtiene la medalla de plata tanto en el concurso general como en la final de 3 aros y 4 mazas de la prueba de la Copa del Mundo disputada en Nizhni Nóvgorod, además del 4.º puesto en 5 cuerdas. En septiembre de ese mismo año tuvo lugar el Campeonato del Mundo de Patras. El conjunto obtuvo el 5.º puesto en el concurso general, lo que les dio la clasificación para los Juegos Olímpicos de Pekín 2008. También lograron el 6.º puesto tanto en 5 cuerdas como en 3 aros y 4 mazas. En diciembre disputaron el Preolímpico de Pekín, obteniendo el 8.º puesto en el concurso general. El conjunto titular lo integrarían ese año Isabel, Bárbara González Oteiza, Lara González, Ana María Pelaz, Verónica Ruiz y Bet Salom.
Para esta época, además de las titulares, en la concentración preparatoria de los Juegos se encontraban otras gimnastas entonces suplentes como Sandra Aguilar, Cristina Dassaeva, Sara Garvín, Violeta González o Lidia Redondo. En junio de 2008 tuvo lugar el Campeonato de Europa de Turín, donde el conjunto logró el 6.º puesto en el concurso general y el 4.º puesto tanto en 5 cuerdas como en 3 aros y 4 mazas. En agosto de ese año participó en los Juegos Olímpicos de Pekín 2008. Serían sus segundos Juegos Olímpicos. El conjunto solo pudo obtener la 11.ª posición en la fase de calificación, después de cometer varios errores en el segundo ejercicio, el de 3 aros y 4 mazas. Esto hizo que el equipo no pudiera meterse en la final olímpica. En octubre de ese mismo año lograría dos medallas de plata en la Final de la Copa del Mundo disputada en Benidorm, tanto en la competición de 5 cuerdas como en la de 3 aros y 4 mazas. El conjunto estaba integrado por las mismas gimnastas que fueron a Pekín: Isabel, Bárbara González Oteiza, Lara González, Ana María Pelaz, Verónica Ruiz y Bet Salom. La Final de la Copa del Mundo sería su última competición con el equipo español, retirándose tras este campeonato junto a las hermanas Bárbara y Lara González.

### Retirada de la gimnasia

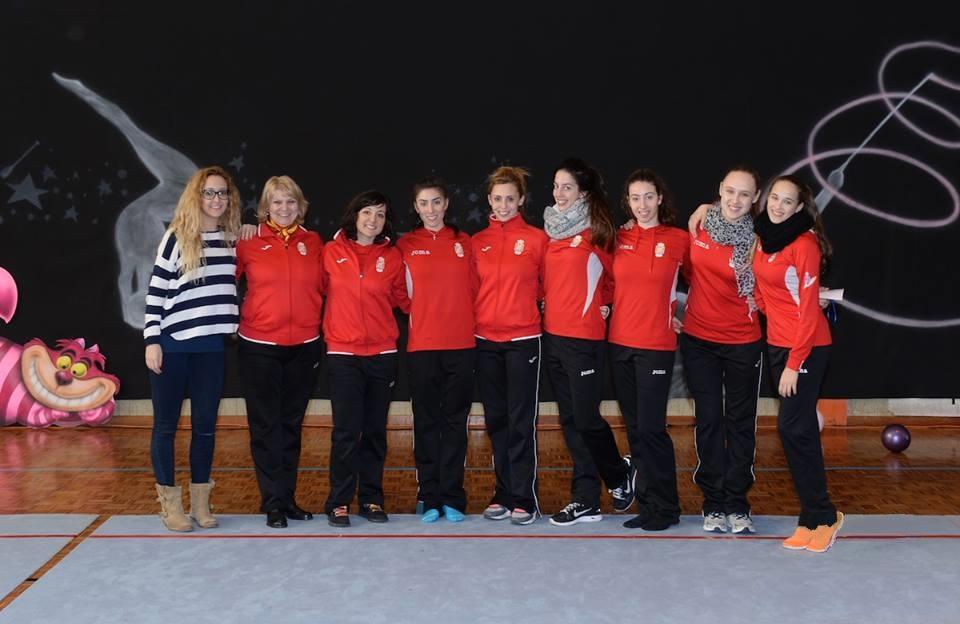
Pagán (primera) junto al conjunto español en una master class en Luarca (2015).

Tras su retirada ejerció de entrenadora, siendo primero ayudante de entrenamientos de la selección nacional. También practicó durante un tiempo gimnasia estética junto a otras exgimnastas nacionales como Sonia Abejón, Nuria Artigues, Rebeca García, Sara Garvín, Bárbara González Oteiza, Lara González, Marta Linares y Bet Salom. Tras convertirse en Técnico Nacional de III Nivel, empezó a entrenar al Club Gimnasia Rítmica Arganda de Arganda del Rey. También estudia el doble grado de Magisterio de Educación Primaria e Infantil (mención en Psicomotricidad y Educación Física) en la Universidad Complutense de Madrid. En la actualidad es secretaria técnica de la Real Federación Española de Gimnasia.
El 25 de noviembre de 2017, Isabel asistió al homenaje a las 9 gimnastas olímpicas de la Comunidad Valenciana, organizado por la Federación Valenciana de Gimnasia durante la Fase Final del Circuito Iberdrola de Gimnasia Rítmica en el Pabellón Pedro Ferrándiz de Alicante. Al mismo asistieron Isabel, Maisa Lloret, Carolina Pascual, Marta Baldó, Carmina Verdú, Marta Linares, Alejandra Quereda y Elena López, con la ausencia de Estela Giménez, que no pudo acudir al acto. También fue homenajeada en el mismo la entrenadora Rosa Menor, ex seleccionadora nacional de gimnasia rítmica. A todas ellas se les hizo entrega de un ramo, un plato condecorado del Ayuntamiento de Alicante y un collar de oro con los aros olímpicos.

## Equipamientos
| Período      | Proveedor       |
| ------------ | --------------- |
| 2001 - 2006  | Li-Ning         |
| 2004 (JJ.OO) | John Smith      |
| 2006 - 2008  | Austral         |
| 2008         | Dvillena Esport |
| 2008 (JJ.OO) | Li-Ning         |

## Música de los ejercicios
| Año         | Aparatos                                 | Música |
| ----------- | ---------------------------------------- | --- |
| 2002        | 5 cintas                                 | Medley de los temas «Panamericana Suite» de Paquito D'Rivera, «New Arrival» de Tito Puente, «Caridad Amaro» de Chucho Valdés, «Afro-Cuban Jazz Suite» de Chico O'Farrill y «Oye cómo viene» de Chano Domínguez, pertenecientes a la banda sonora de Calle 54. |
| 2002        | 3 cuerdas y 2 pelotas                    | «Paisaje español», de Ricardo García. |
| 2003        | 5 cintas                                 | «Paisaje español», de Ricardo García y «Zorro's Theme», de la banda sonora de La máscara del Zorro, compuesta por James Horner. |
| 2003        | 3 aros y 2 pelotas                       | «All That Jazz» del musical Chicago, compuesta por John Kander y Fred Ebb. |
| 2004        | 5 cintas                                 | «Paisaje español», de Ricardo García, «Habanera» de la ópera Carmen de Georges Bizet, y Malagueña de Ernesto Lecuona. |
| 2004        | 3 aros y 2 pelotas (Inicio de temporada) | Temas «Peacemaker» y «Chase» de la banda sonora de El pacificador, compuesta por Hans Zimmer. |
| 2004        | 3 aros y 2 pelotas (JJ.OO. de Atenas)    | Temas «Red Warrior», «Theme» y «Spectres in the Fog», de la banda sonora de El último samurái, compuesta por Hans Zimmer. |
| 2005 - 2006 | 5 cintas                                 | «El conquistador» de Maxime Rodriguez. |
| 2005        | 3 aros y 4 mazas                         | «Camina y ven» de David Bisbal y «Sphynx» de Giampiero Ponte. |
| 2006 - 2007 | 3 aros y 4 mazas                         | «Tristan & Iseult» de Maxime Rodriguez. |
| 2007        | 5 cuerdas                                | Temas «Be», «Mayumana», «DJ I» y «Batucada», de Mayumana. |
| 2008        | 5 cuerdas                                | Medley de varios temas, entre ellos «Asesinato del padre» de la banda sonora de Salomé (compuesta por Roque Baños), y «One» y «Capitán Casanova» de Rodrigo y Gabriela. |
| 2008        | 3 aros y 4 mazas                         | «Apocalypse Warrior (Drone)», «Voices of War (Emotional Version Featuring Female Vocal)», «Apocalypse Warrior (Orchestral Action Version)», «Voices of War (Action Version Featuring Choral)», «Apocalypse Warrior (Emotional Version Featuring Female Vocal)» y «New Empire (Orchestral Action version)», todos del álbum The Final Combat de Philippe Guez y Patrick Maarek. |

## Palmarés deportivo

### Selección española
| 2002 - Trofeo Sant Petersburg Pearls Plata en concurso general Resultado en las finales desconocido - Campeonato del Mundo de Nueva Orleans 9.º puesto en concurso general 7.º puesto en 5 cintas 2003 - Torneo Internacional de Madeira Oro en concurso general Oro en 5 cintas Oro en 3 aros y 2 pelotas - Trofeo Sant Petersburg Pearls Bronce en concurso general Bronce en 5 cintas Bronce en 3 aros y 2 pelotas - Triangular Internacional de Torrevieja Plata en concurso general - Torneo Internacional de Thiais 7.º puesto en concurso general 7.º puesto en 5 cintas - Campeonato de Europa de Riesa 6.º puesto en concurso general 8.º puesto en 5 cintas 7.º puesto en 3 aros y 2 pelotas - Grand Prix de Sofía 4.º puesto en concurso general Plata en 5 cintas Bronce en 3 aros y 2 pelotas - Campeonato del Mundo de Budapest 6.º puesto en concurso general 6.º puesto en 5 cintas 7.º puesto en 3 aros y 2 pelotas 2004 - Torneo Internacional de Madeira Plata en concurso general Plata en 5 cintas Plata en 3 aros y 2 pelotas - Preolímpico de Atenas 6.º puesto en concurso general - Volga Magical International Tournament / Prueba de la Copa del Mundo en Nizhni Nóvgorod 4.º puesto en concurso general 4.º puesto en 5 cintas 5.º puesto en 3 aros y 2 pelotas - German Rhythmic Gymnastics Open / Prueba de la Copa del Mundo en Duisburgo 4.º puesto en concurso general 4.º puesto en 5 cintas 4.º puesto en 3 aros y 2 pelotas - Prueba de la Copa del Mundo en Varna 4.º puesto en concurso general - Juegos Olímpicos de Atenas 2004 8.º puesto en calificación 7.º puesto en final y diploma olímpico 2005 - AGF Cup / Prueba de la Copa del Mundo en Bakú 4.º puesto en 5 cintas Bronce en 3 aros y 4 mazas - Grand Prix de Deventer / Alfred Vogel Cup 5.º puesto en concurso general 4.º puesto en 5 cintas 5.º puesto en 3 aros y 4 mazas - Grand Prix de Berlín / Berlin Masters Bronce en concurso general Bronce en 5 cintas Bronce en 3 aros y 4 mazas - Henkel Rhythmic Gymnastics / Prueba de la Copa del Mundo en Düsseldorf 4.º puesto en concurso general 5.º puesto en 5 cintas 4.º puesto en 3 aros y 4 mazas | 2005 (continuación) - Campeonato del Mundo de Bakú 7.º puesto en concurso general 6.º puesto en 3 aros y 4 mazas 2006 - Torneo Internacional de Madeira Plata en concurso general Plata en 5 cintas Plata en 3 aros y 4 mazas - Grand Prix de Thiais 5.º puesto en concurso general Resultado en finales desconocido - Prueba de la Copa del Mundo en Génova 6.º puesto en concurso general 10.º puesto en 5 cintas 9.º puesto en 3 aros y 4 mazas - Prueba de la Copa del Mundo en Portimão 5.º puesto en concurso general Bronce en 5 cintas Plata en 3 aros y 4 mazas - Campeonato de Europa de Moscú 5.º puesto en concurso general 5.º puesto en 5 cintas - Final de la Copa del Mundo en Mie 5.º puesto en 5 cintas 8.º puesto en 3 aros y 4 mazas 2007 - Prueba de la Copa del Mundo en Portimão 5.º puesto en concurso general 6.º puesto en 5 cuerdas 6.º puesto en 3 aros y 4 mazas - Prueba de la Copa del Mundo en Nizhni Nóvgorod Plata en concurso general 4.º puesto en 5 cuerdas Plata en 3 aros y 4 mazas - Prueba de la Copa del Mundo en Génova 6.º puesto en concurso general 5.º puesto en 5 cuerdas 5.º puesto en 3 aros y 4 mazas - Campeonato del Mundo de Patras 5.º puesto en concurso general 6.º puesto en 5 cuerdas 6.º puesto en 3 aros y 4 mazas - Preolímpico de Pekín 8.º puesto en concurso general 2008 - Prueba de la Copa del Mundo en Portimão 6.º puesto en concurso general 7.º puesto en 5 cuerdas 6.º puesto en 3 aros y 4 mazas - Grand Prix de Marbella / Andalucía Cup de Conjuntos Oro en 5 cuerdas - Prueba de la Copa del Mundo en Minsk 5.º puesto en concurso general 5.º puesto en 5 cuerdas 5.º puesto en 3 aros y 4 mazas - Campeonato de Europa de Turín 6.º puesto en concurso general 4.º puesto en 5 cuerdas 4.º puesto en 3 aros y 4 mazas - Juegos Olímpicos de Pekín 2008 11.º puesto en calificación - Final de la Copa del Mundo en Benidorm Plata en 5 cuerdas Plata en 3 aros y 4 mazas |

## Premios, reconocimientos y distinciones
- Finalista a Mejor Deportista Femenina de 2004 en los Premios Deportivos Provinciales de la Diputación de Alicante (2005)[23]
- Premio Fortius al mejor deportista en categoría sénior y Premio Fortius al mejor deportista oriolano en la I Gala del Deporte de Orihuela (2008)[24][25]

### Otros honores
- Entrega de un collar de oro con los aros olímpicos y un plato condecorado del Ayuntamiento de Alicante en el homenaje a las 9 gimnastas olímpicas de la Comunidad Valenciana, organizado por la Federación Valenciana de Gimnasia el 25 de noviembre de 2017 durante la Fase Final del Circuito Iberdrola de Gimnasia Rítmica en el Pabellón Pedro Ferrándiz de Alicante.[19]

## Galería

### Entrenamiento del conjunto nacional en diciembre de 2003

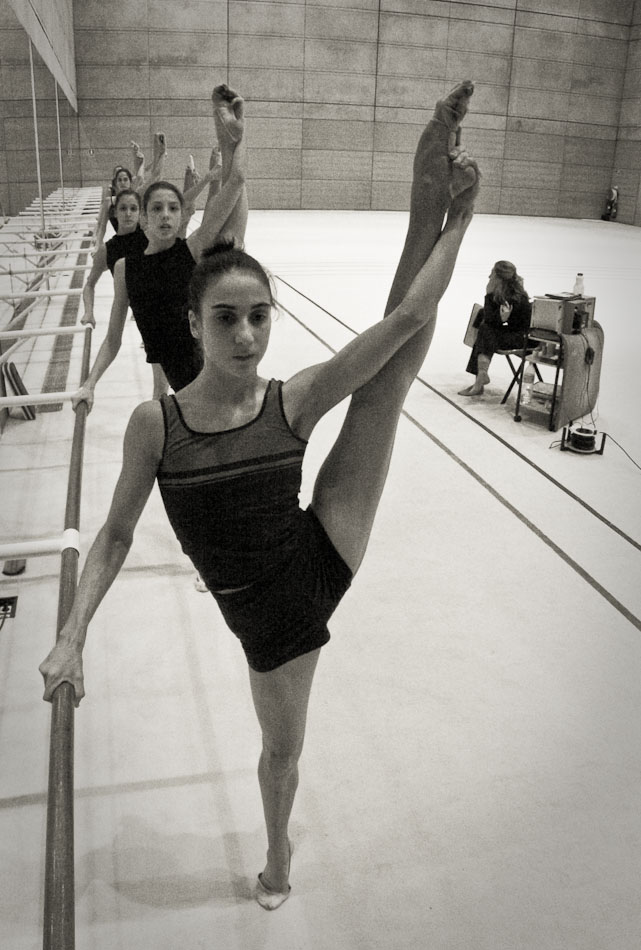
Isabel Pagán (tercera) junto a otras componentes del conjunto nacional realizando un split o spagat lateral en la barra de ballet durante un entrenamiento en el CAR de Madrid en 2003.
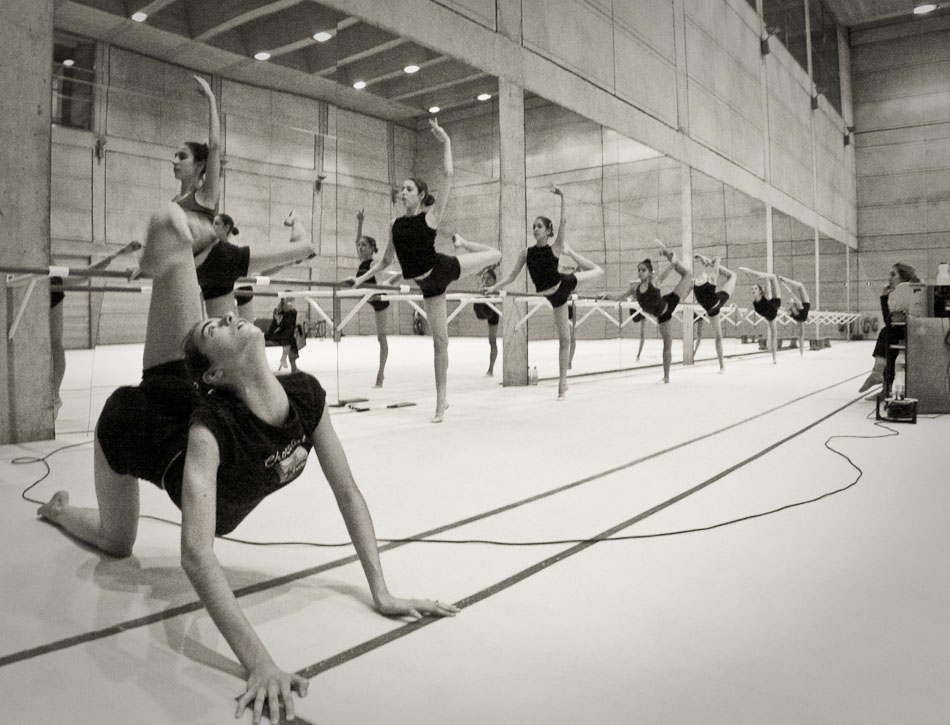
Varias componentes de la selección nacional realizando un equilibrio en posición de attitude.
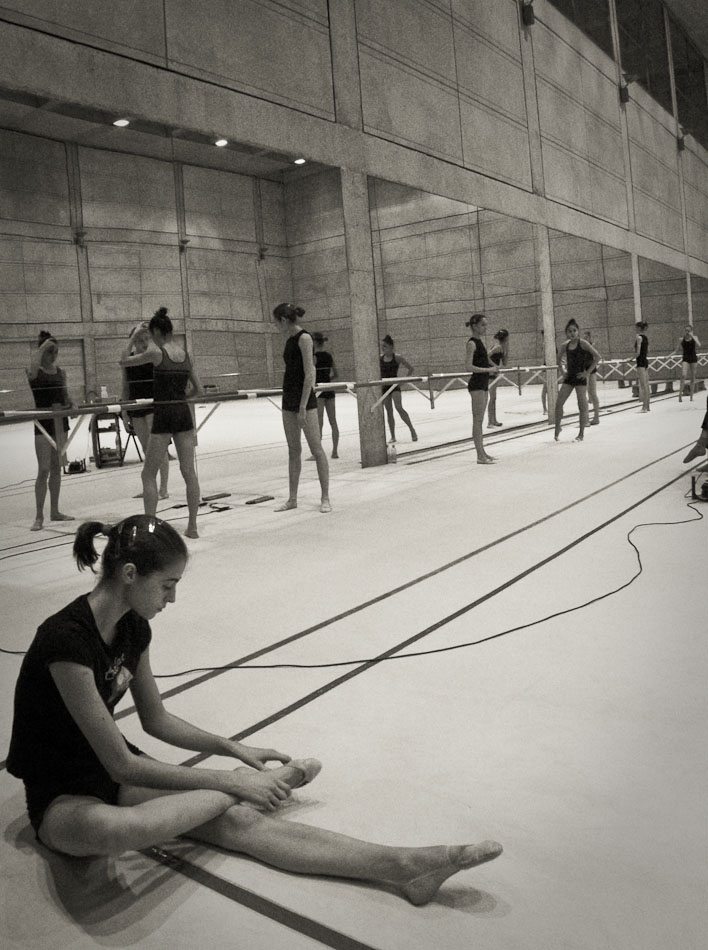
Las integrantes de la selección nacional durante un descanso.
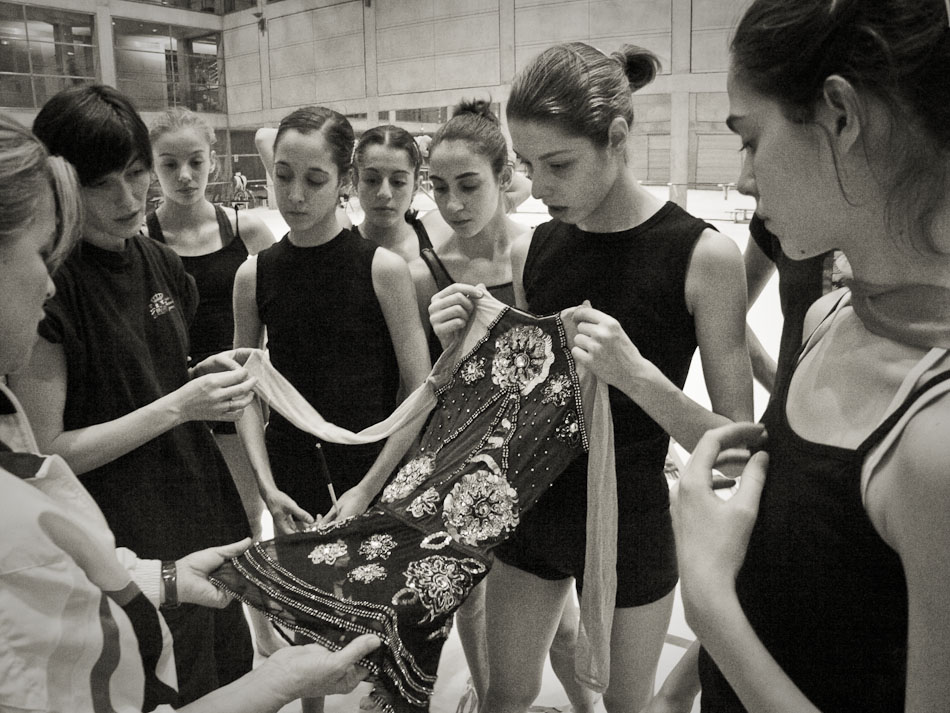
Isabel Pagán (segunda gimnasta por la izquierda, sosteniendo la varilla de una cinta) observando un maillot junto al resto del conjunto y las entrenadoras Rosa Menor y Noelia Fernández.
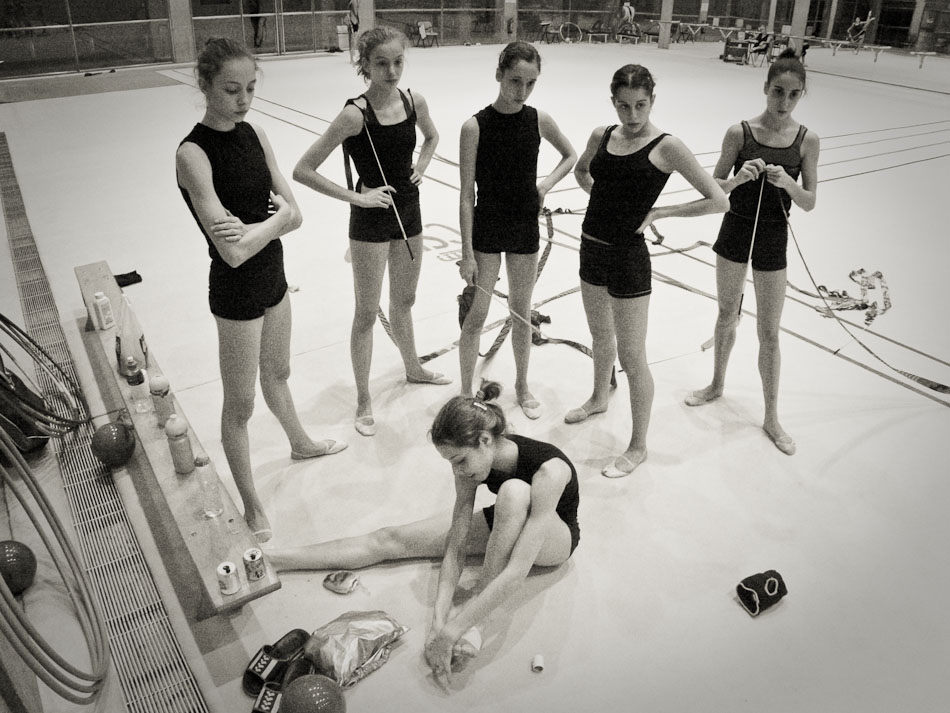
Isabel Pagán (en el centro, de pie) junto a otras integrantes del conjunto español durante un ensayo del ejercicio de 5 cintas.

## Filmografía

### Programas de televisión
| Programas de televisión | Programas de televisión     | Programas de televisión | Programas de televisión   |
| Año                     | Título                      | Cadena                  | Notas                     |
| ----------------------- | --------------------------- | ----------------------- | ------------------------- |
| 2002                    | Escuela del deporte         | La 2 de TVE             | Aparición en reportaje    |
| 2004                    | El sueño olímpico. ADO 2004 | La 2 de TVE             | Entrevistada en reportaje |
| 2007                    | Olímpicos. ADO 2008         | La 2 de TVE             | Aparición en reportaje    |

### Publicidad
- Campaña «La otra cara de la medalla» para el Programa ADO, consistente en una sesión fotográfica y un anuncio de televisión realizado por Jaume de Laiguana (2008).[26]